# Puccinia helianthellae
Puccinia helianthellae ist eine Ständerpilzart aus der Ordnung der Rostpilze (Pucciniales). Der Pilz ist ein Endoparasit von Korbblütlern der Gattung Helianthella. Symptome des Befalls durch die Art sind Rostflecken und Pusteln auf den Blattoberflächen der Wirtspflanzen. Sie kommt im Westen der USA vor.

## Merkmale

### Makroskopische Merkmale
Puccinia helianthellae ist mit bloßem Auge nur anhand der auf der Oberfläche des Wirtes hervortretenden Sporenlager zu erkennen. Sie wachsen in Nestern, die als gelbliche bis braune Flecken und Pusteln auf den Blattoberflächen erscheinen.

### Mikroskopische Merkmale
Das Myzel von Puccinia helianthellae wächst wie bei allen Puccinia-Arten interzellulär und bildet Saugfäden, die in das Speichergewebe des Wirtes wachsen. Ihre Spermogonien wachsen oberseitig auf bleichen Flecken der Wirtsblätter. Die blattunterseitig wachsenden Aecien der Art sind schokoladenbraun und ebenfalls auf Blattflecken zu finden. Sie besitzen 28–34 × 20–29 µm große, breit eiförmige bis breitellipsoide und dunkel zimtbraune Aeciosporen mit warziger Oberfläche. Die Uredien des Pilzes sind zimtbraun und versprengt. Ihre Uredosporen entsprechen den Aeciosporen. Die beidseitig wachsenden Telien der Art sind schokoladenbraun, pulverig und unbedeckt. Die klar kastanienbraunen Teliosporen sind zweizellig, in der Regel ellipsoid und 33–40 × 21–26 µm groß. Ihre Stiele sind farblos und bis zu 50 µm lang.

## Verbreitung
Das bekannte Verbreitungsgebiet von Puccinia helianthellae reicht von Kalifornien bis nach Colorado und Wyoming.

## Ökologie
Die Wirtspflanzen von Puccinia helianthellae sind verschiedene Helianthella-Arten. Der Pilz ernährt sich von den im Speichergewebe der Pflanzen vorhandenen Nährstoffen, seine Sporenlager brechen später durch die Blattoberfläche und setzen Sporen frei. Die Art durchläuft einen Entwicklungszyklus mit Spermogonien, Aecien, Telien und Uredien, vollzieht aber keinen Wirtswechsel.